# Yokusai Iinuma
Yokusai Iinuma (飯沼慾斎, Iinuma Yokusai, 10 de juny de 1782 - 5 de maig de 1865) va ser un metge, botànic i destacat professor japonès.
Iinuma va estudiar botànica amb Ono Ranzan. Parlava alemany i es va especialitzar en medicina occidental.
El 1856, va publicar Sintei Somoku Dzusetsu o Somoku-zusetsu, la primera enciclopèdia botànica del Japó que va emprar la taxonomia linneana.

## Honors

### Eponímia
- (Asteraceae) Aster iinumae Kitam.[6]

- (Geraniaceae) Geranium iinumai Nakai[7]

- (Orchidaceae) Gymnadenia iinumae Miyabe & Kudô[8]

- (Rosaceae) Fragaria iinumae Makino[9][10]

- (Scrophulariaceae) Euphrasia iinumae Takeda[11]